# 脱石炭国際連盟

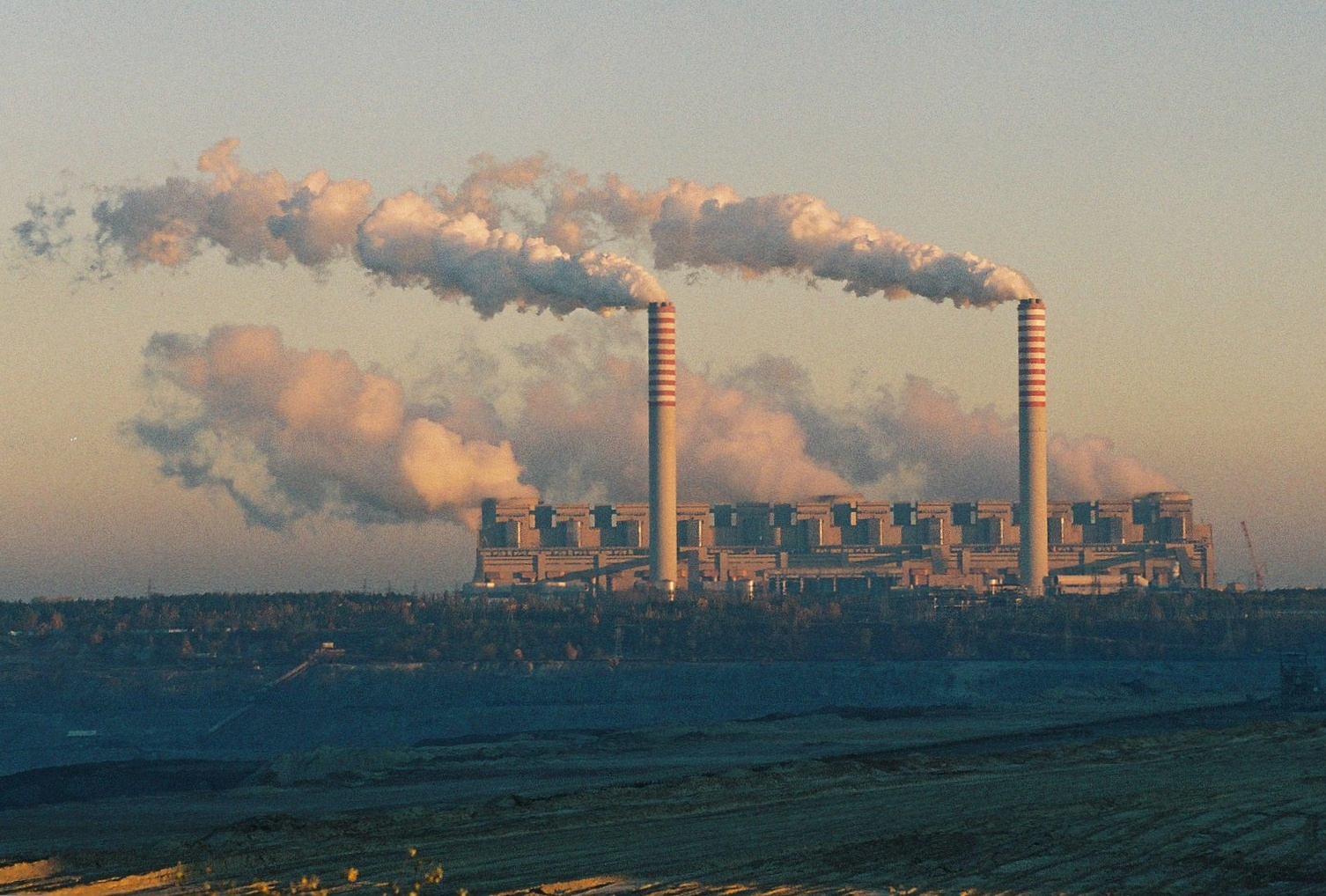
2036年に閉鎖が予定されているヨーロッパで最も汚染の多い発電所であるポーランドのベルチャトウ石炭火力発電所

脱石炭国際連盟（だつせきたんこくさいれんめい、英語: The Powering Past Coal Alliance、略称:PPCA）は、石炭火力発電所の化石燃料の段階的廃止と 炭素の回収と貯蔵を加速することを目的とした165の国、都市、地域、組織のグループである。脱石炭連盟とも呼ばれる。

化石燃料の「不拡散条約」と言われているこのプロジェクトは、カナダ政府からの財政的支援を受けて、カナダ環境気候変動環境部局を通じて実施された。

## 目的
アライアンスメンバーは次のことに同意する：
- 政府/自治体は、既存の従来の石炭火力発電所を段階的に廃止する。
- 政府/自治体は、運用中の炭素の回収と貯留を行わずに、新しい従来の石炭火力発電所にモラトリアムを作成する。
- 企業/組織は石炭なしで事業を推進する。
- 加盟機関は、方針と投資においてクリーンな動力をサポートすることを保証する。
- 加盟機関は、炭素の回収と貯蔵を行わない従来の石炭火力への融資を制限する。

## 加盟

### 国
1. アルバニア
2. アンゴラ
3. オーストリア
4. アゼルバイジャン
5. ベルギー
6. カナダ
7. チリ
8. コスタリカ
9. クロアチア
10. デンマーク
11. エルサルバドル
12. エストニア
13. エチオピア
14. フィジー
15. フィンランド
16. フランス
17. ドイツ
18. ギリシャ
19. ハンガリー
20. アイルランド
21. アイスランド
22. イタリア
23. ラトビア
24. リヒテンシュタイン
25. リトアニア
26. ルクセンブルク
27. マーシャル諸島
28. モーリシャス
29. メキシコ
30. モンテネグロ
31. オランダ
32. ニュージーランド
33. ニウエ
34. 北マケドニア
35. ペルー
36. ポルトガル
37. セネガル
38. シンガポール
39. スロバキア
40. スロベニア
41. スペイン
42. スウェーデン
43. スイス
44. ツバル
45. ウクライナ
46. イギリス
47. ウルグアイ
48. バヌアツ

### 自治体
1. アルバータ州、 カナダ
2. オーストラリア首都特別地域、オーストラリア
3. バーデン・ヴュルテンベルク州、 ドイツ
4. バレアレス諸島、 スペイン
5. ブリティッシュコロンビア州、 カナダ
6. カリフォルニア州、 アメリカ合衆国
7. コネチカット、 アメリカ合衆国
8. 大邱、 韓国
9. 南アフリカ、ダーバン
10. ポーランド、ヴィエルコポルスカ東部
11. 江原道、 韓国
12. ギマラス、フィリピン
13. 京畿道、 韓国
14. ハワイ、 アメリカ合衆国
15. ホノルル、 アメリカ合衆国
16. イロコスノルテ、フィリピン
17. 仁川、 韓国
18. 済州、 韓国
19. 全羅南道、 韓国
20. 高雄市、台湾
21. コシャリン、ポーランド
22. 京都市、 日本
23. ロサンゼルス、 アメリカ合衆国
24. マスバテ、フィリピン
25. メルボルン、オーストラリア
26. ミネソタ州、 アメリカ合衆国
27. ネグロスオクシデンタル、フィリピン
28. 東ネグロス、フィリピン
29. ニュージャージー、 アメリカ合衆国
30. ニューメキシコ、 アメリカ合衆国
31. 新北市、台湾
32. ニューヨーク、 アメリカ合衆国
33. オンタリオ州、 カナダ
34. オレゴン州、 アメリカ合衆国
35. フィリピン、オルモック
36. フィラデルフィア、 アメリカ合衆国
37. プエルトリコ
38. ケベック、 カナダ
39. ロッテルダム、 オランダ
40. スコットランド、 イギリス
41. ソウル、 韓国
42. 韓国チュンチョン南道
43. オーストラリア、シドニー
44. 台中市、台湾
45. バンクーバー、 カナダ
46. ウェールズ、 イギリス
47. ポーランド、バウブジフ
48. ワシントン州、 アメリカ合衆国

### 企業やその他組織
1. Aberdeen Standard Investments
2. Alterra Power
3. Amundi
4. ArcTern Ventures
5. Autodesk
6. Avant Garde Innovations
7. Aviva[9]
8. Axa Investment Managers
9. BT
10. Caisse de dépôt et placement du Québec
11. Caisse des dépôts et consignations
12. CalPERS
13. Capital Power
14. CCLA Investment Management Limited
15. Central Finance Board of the Methodist Church and Epworth IM
16. Church Commissioners for England
17. Church of England Pensions Board
18. Desjardins Group
19. Diageo
20. Drax
21. DSM
22. DTEK
23. Econet Group
24. EcoSmart
25. EDP[10]
26. Electricité de France (EDF)
27. Engie
28. Ethos Foundation
29. Export Development Canada
30. Fidelity International
31. Generation Investment Management
32. GeoExchange Coalition
33. GreenScience
34. Hermes Investment Management[9]
35. 香港上海銀行
36. Iberdrola
37. Impax Asset Management
38. Indika Energy
39. Kering
40. Legal & General
41. ロイズ銀行
42. M&G Plc
43. Marks and Spencer
44. Mott MacDonald
45. National Grid
46. National Grid (ESO)[11][12]
47. Natura Cosmetics
48. NatWest
49. Ontario Power Generation
50. Ørsted
51. Pacific Islands Development Forum
52. PensionDanmark
53. Robeco
54. セールスフォース
55. Schroders
56. SCOR Global Investments
57. Scottish Power
58. SSE
59. Stichting Pensioenfonds ABP
60. Storebrand
61. Swiss Re
62. TransAlta
63. ユニリーバ
64. United Church of Canada
65. Vancity
66. Varma Mutual Pension Insurance Company
67. ヴァージングループ
68. XPND Capital
69. ZE PAK